# Referenzmarke
Als Referenzmarke werden bei fotoelektrischen Messverfahren von kleinen Längen und Winkeln Bezugsmarken bezeichnet, die für Inkrementalgeber den lokalen Nullpunkt der Messung darstellen. Sie entsprechen in ihrer Funktion der Nullmarke eines Maßstabs oder dem 0°-Teilstrich auf einem optischen Teilkreis.

## Beispiele für Referenzmarker
- ARtag[1]
- Apriltag[2]
- RUNE-Tag
- reacTIVIsion
- ARToolKit